# Вусање
Вусање је насеље у општини Гусиње у Црној Гори. Према попису из 2011. било је 648 становника (према попису из 2003. било је 866 становника).

## Демографија
У насељу Вусање живи 609 пунолетних становника, а просечна старост становништва износи 33,4 година (32,1 код мушкараца и 34,7 код жена). У насељу има 198 домаћинстава, а просечан број чланова по домаћинству је 4,37.
Ово насеље је великим делом насељено Албанцима (према попису из 2003. године), а у последња три пописа, примећен је пад у броју становника.
|  |

| Демографија | Демографија | Демографија |
| Година      | Становника  | Становника  |
| ----------- | ----------- | ----------- |
|             |             |             |
|             |             |             |
|             |             |             |
|             |             |             |
| 1948.       | 781         |             |
| 1953.       | 859         |             |
| 1961.       | 935         |             |
| 1971.       | 1.103       |             |
| 1981.       | 1.399       |             |
| 1991.       | 1.103       | 737         |
| 2003.       | 1.887       | 866         |
| 2011.       |             | 648         |

| Национални састав према попису из 2003.‍ | Национални састав према попису из 2003.‍ | Национални састав према попису из 2003.‍ | Национални састав према попису из 2003.‍ | Национални састав према попису из 2003.‍ |
| --------------------------------------- | --------------------------------------- | --------------------------------------- | --------------------------------------- | --------------------------------------- |
|                                         |                                         |                                         |                                         |                                         |
| Албанци                                 | Албанци                                 |                                         | 864                                     | 99,76%                                  |
| Бошњаци                                 | Бошњаци                                 |                                         | 1                                       | 0,11%                                   |
| непознато                               | непознато                               |                                         | 1                                       | 0,11%                                   |

| Национални састав према попису из 2011.‍ | Национални састав према попису из 2011.‍ | Национални састав према попису из 2011.‍ | Национални састав према попису из 2011.‍ | Национални састав према попису из 2011.‍ |
| --------------------------------------- | --------------------------------------- | --------------------------------------- | --------------------------------------- | --------------------------------------- |
|                                         |                                         |                                         |                                         |                                         |
| Албанци                                 | Албанци                                 |                                         | 644                                     | 99,38%                                  |
| непознато                               | непознато                               |                                         | 4                                       | 0,62%                                   |

| Година пописа     | 1948. | 1953. | 1961. | 1971. | 1981. | 1991. | 2003. |
| ----------------- | ----- | ----- | ----- | ----- | ----- | ----- | ----- |
| Број домаћинстава | 130   | 132   | 135   | 141   | 151   | 149   | 268   |

| Број чланова      | 1   | 2  | 3  | 4  | 5  | 6  | 7  | 8  | 9 | 10 и више | Просек |
| ----------------- | --- | -- | -- | -- | -- | -- | -- | -- | - | --------- | ------ |
| Број домаћинстава | 198 | 23 | 30 | 24 | 22 | 40 | 28 | 13 | 7 | 7         | 4      |

| Пол    | Укупно | Неожењен/Неудата | Ожењен/Удата | Удовац/Удовица | Разведен/Разведена | Непознато |
| ------ | ------ | ---------------- | ------------ | -------------- | ------------------ | --------- |
| Мушки  | 300    | 109              | 183          | 7              | 1                  | 0         |
| Женски | 343    | 106              | 210          | 25             | 1                  | 1         |
| УКУПНО | 643    | 215              | 393          | 32             | 2                  | 1         |

| Пол    | Укупно                    | Пољопривреда, лов и шумарство | Рибарство                            | Вађење руде и камена | Прерађивачка индустрија       |
| ------ | ------------------------- | ----------------------------- | ------------------------------------ | -------------------- | ----------------------------- |
| Мушки  | 56                        | 3                             | 0                                    | 1                    | 1                             |
| Женски | 22                        | 11                            | 0                                    | 0                    | 0                             |
| УКУПНО | 78                        | 14                            | 0                                    | 1                    | 1                             |
| Пол    | Производња и снабдевање   | Грађевинарство                | Трговина                             | Хотели и ресторани   | Саобраћај, складиштење и везе |
| Мушки  | 0                         | 0                             | 4                                    | 2                    | 6                             |
| Женски | 0                         | 0                             | 1                                    | 0                    | 0                             |
| УКУПНО | 0                         | 0                             | 5                                    | 2                    | 6                             |
| Пол    | Финансијско посредовање   | Некретнине                    | Државна управа и одбрана             | Образовање           | Здравствени и социјални рад   |
| Мушки  | 0                         | 2                             | 4                                    | 11                   | 5                             |
| Женски | 0                         | 1                             | 0                                    | 6                    | 2                             |
| УКУПНО | 0                         | 3                             | 4                                    | 17                   | 7                             |
| Пол    | Остале услужне активности | Приватна домаћинства          | Екстериторијалне организације и тела | Непознато            | Непознато                     |
| Мушки  | 4                         | 0                             | 0                                    | 13                   | 13                            |
| Женски | 0                         | 0                             | 0                                    | 1                    | 1                             |
| УКУПНО | 4                         | 0                             | 0                                    | 14                   | 14                            |